# Samuel Gjers
Samuel Gjers, född 12 april 1840 i Göteborg, död 10 september 1900 i Arboga, var en svensk ingenjör och brukstekniker.
Samuel Gjers var son till majoren Carl Lorentz Gjers och halvbror till John Gjers. Han utexaminerades från Chalmerska slöjdskolan 1856, företog 1857–1859 en studieresa till Storbritannien och USA. Han studerade där genombrottet inom modern ståltillverkning, främst bessemermetoden. Vid tiden för hans återkomst började metoden börjat få genomslag i Sverige. Han blev först avdelningschef vid Motala Mekaniska Verkstads ritkontor och grundade 1876 tillsammans med sin svåger Leonard Qvist ingenjörsfirman Qvist & Gjers i Arboga. Ett av hans första arbeten var bessemerverket i Långshyttan som uppfördes redan 1872. Från början drevs hans anläggningar av vattenhjul, men efterhand uppfördes allt större anläggningar med turbindrift och flerdubblade masugnar för att kunna leverera tillräckligt med järn till de moderna bessemer- och martinugnarna. Samuel Gjers författade Reseberättelse från världsutställningen i Philadelphia (1876) som visar att han fortsatte hålla sig ajour med den fortsatta teknikutvecklingen i USA.